# Triflate de triméthylsilyle
Le trifluorométhylsulfonate de triméthylsilyle ou triflate de TMS est l'ester triméthylsilylique de l'acide trifluorométhanesulfonique de formule semi-développée CF3SO3Si(CH3)3. C'est un réactif polyvalent pour introduire une fonction triméthylsilyle. Il est utilisé aussi comme agent de déprotection en synthèse peptidique.